# 2002 في الجزائر
فيما يلي قوائم الأحداث التي وقعت خلال عام 2002 في الجزائر.

## أفلام
من الأفلام التي صدرت هذه السنة في الجزائر:
- 1 يناير – رشيدة من إخراج يامينا بشير.

## كتب
من الكتب التي صدرت هذه السنة في الجزائر:
- 9 أكتوبر – جحيم في المنعطفات من تأليف سميرة بليل.

## وفيات

### يناير
- 1 يناير – محند أعراب بسعود (مواليد 1924) كاتب جزائري.

### فبراير
- 8 فبراير – عنتر زوابري (مواليد 1970)

### مارس
- 1 مارس – حسين سلطاني (مواليد 1972) ملاكم جزائري.

### يونيو
- 1 يونيو – محمد الشريف مساعدية (مواليد 1924)

### يوليو
- 6 يوليو – الشيخ الحسناوي (مواليد 1910) مغني جزائري.

### سبتمبر
- 7 سبتمبر – غابرييل كامبس (مواليد 1927)